# Pedro Codina
Pedro Codina Girbau (Lloret de Mar, España, 1881 - Buenos Aires, marzo de 1952) fue un actor y director teatral español con carrera en Argentina.

## Biografía
Actor estudioso que se destacó fundamentalmente por su carrera teatral, su primer gran triunfo sobre los escenarios fue la obra de Ángel Guimerá Tierra baja. También trabajó en el Teatro Romea en 1911.
Más adelante se integra en la Compañía de María Guerrero y Fernando Díaz de Mendoza, con los que estrena obras como Daniel, de Joaquín Dicenta, La araña (1908), de Guimerá, Las hijas del Cid (1908), de Eduardo Marquina, Alceste (1914), de Benito Pérez Galdós.
Desde 1915 con la compañía de Catalina Bárcena, interpreta El Reino de Dios (1916), de Gregorio Martínez Sierra. 
En 1916 trabaja junto con la actriz María Gámez en el primer estreno de la serie que prepararon en esa breve temporada que se propusieron realizar en el Circo de Parish.
Tras la Guerra civil española, trabaja con Fernando Díaz de Mendoza Guerrero y María Guerrero López en La santa virreina (1939), de José María Pemán y La florista de la Reina (1940), de Luis Fernández Ardavín.
También trabajó con la Compañía de Enrique Borrás con el que presentó una obra en el Teatro Español.
En 1926 presenta en Argentina la Compañía Española de Comedias Pedro Codina en el Teatro Victoria cuya primera actriz era Hortensia Martínez, la actriz de carácter era Prudencia Grifell y el primer actor cómico: estuvo a cargo de Luis de Llano.
En 1949 trabaja en la obra Adoración de Jacinto Benavente, con Ana Lasalle, Marcial Manent, Amelia de la Torre y María Luisa Moneró. Un año más tarde dirige una obra interpretada por un destacado elenco en las que se encontraban Ana Lasalle, Mirta Reid, Josefina Taboada, Carmen González, Lilián Riera, Marcial Manent, Vicente Ariño, Enrique San Miguel y Lorenzo Mendoza.
Posteriormente se instala en Argentina, donde participó en la filmación de varias películas. Falleció de un ataque cardíaco a los 72 años de edad, en marzo de 1952, en la provincia argentina de Buenos Aires. Sus restos en el Panteón de la Asociación Argentina de Actores del Cementerio de la Chacarita.

## Filmografía
- El gran amor de Bécquer (1946)

## Teatro
- La otra honra (1948) de Jacinto Benavente. Con Marcial Manent, Ana Lasalle, Amparo Astort, Josefina Taboada y Enrique San Miguel.